# 劉文祥 (知縣)
劉文祥（1486年—1563年），字瑞卿，號前鋒，湖廣華容縣人，嘉靖壬午科湖廣鄉試舉人，嘉靖十四任四川鄰水縣知縣，再任貴州印江縣知縣。